# Jocko Sims
Jocko Sims  es un actor estadounidense, más conocido por haber interpretado a Anthony Adams en la serie Crash y por dar vida a Carlton Burk en la serie The Last Ship.

## Carrera
En 2004 apareció como invitado en un episodio de la popular serie Cold Case, donde dio vida al joven Lionel Royce. En 2008 se unió al elenco principal de la serie Crash, donde interpretó a Anthony Adams hasta el final de la serie en 2009.
En 2010 apareció como invitado en la popular serie Criminal Minds, donde interpretó a Tony Torrell. En 2012 interpretó a Michael Thomas en la serie NCIS: Naval Criminal Investigative Service. En 2014 se unió al elenco recurrente de la segunda temporada de la serie Masters of Sex, donde dio vida a Robert Franklin, el hermano de Coral (Keke Palmer) y un activista de derechos civiles. También apareció en la película Dawn of the Planet of the Apes, donde interpretó a Werner. Ese mismo año se unió al elenco recurrente de la serie The Last Ship, donde interpretó al teniente Carlton Burk hasta ahora. Durante la segunda temporada Jocko se convirtió en personaje principal.

## Filmografía

### Series de televisión
| Año         | Título                                     | Personaje          | Notas                                    |
| ----------- | ------------------------------------------ | ------------------ | ---------------------------------------- |
| 2024        | High Potential                             | Ronnie Oliver      | 3 episodios                              |
| 2018—2023   | New Amsterdam                              | Dr. Floyd Reynolds | Elenco Principal, serie de TV NBC        |
| 2018        | The Resident                               | Dr. Ben Wilmot     | 2 episodios                              |
| 2014—2018   | The Last Ship                              | Lt. Carlton Burk   | 36 episodios                             |
| 2014        | Masters of Sex                             | Robert Franklin    | 7 episodios                              |
| 2012        | NCIS: Naval Criminal Investigative Service | Michael Thomas     | episodio "The Good Son"                  |
| 2014        | Single Ladies                              | -                  | episodio "Cat and Mouse"                 |
| 2013        | Castle                                     | Matt Hendricks     | 2 episodios                              |
| 2013        | Emily Owens M.D.                           | Sean               | episodio "Emily and... The Teapot"       |
| 2012        | Covert Affairs                             | PFC. Pete Downey   | episodio "Quicksand"                     |
| 2012        | Franklin & Bash                            | R.J. Carlton       | 2 episodios                              |
| 2011        | Detroit 1-8-7                              | Gimel Hooper       | episodio "Beaten/Cover Letter"           |
| 2010        | Burn Notice                                | Billy Taylor       | episodio "Brotherly Love"                |
| 2010        | Criminal Minds                             | Tony Torrell       | episodio "Devil's Night"                 |
| 2010        | Bones                                      | Lloyd Robertson    | episodio "The Devil in the Details"      |
| 2008 - 2009 | Crash                                      | Anthony Adams      | 26 episodios                             |
| 2009        | Grey's Anatomy                             | Randy Helsby       | episodio "Tainted Obligation"            |
| 2009        | Lincoln Heights                            | Ethan Wilkes       | episodio "Aftershock"                    |
| 2007        | Private Practice                           | Adam               | episodio "In Which Dell Finds His Fight" |
| 2007        | American Dad!                              | Ice Pick           | episodio "Dope and Faith"                |
| 2006        | CSI: Crime Scene Investigation             | Lenny Andretti     | episodio "Time of Your Death"            |
| 2005        | Just Legal                                 | Zeke Rawlins       | episodio "The Runner"                    |
| 2004        | NYPD Blue                                  | Ben Pines          | episodio "Great Balls of Ire"            |
| 2004        | The Shield                                 | Anquoin            | episodio "What Power Is..."              |
| 2004        | Rock Me, Baby                              | Deejay             | episodio "Love at First Flight"          |
| 2004        | Yes, Dear                                  | Director           | episodio "A List Before Dying"           |
| 2004        | Cold Case                                  | Lionel Royce       | episodio "Volunteers"                    |
| 2003        | 10-8: Officers on Duty                     | DJ                 | episodio "Lucy in the Sky"               |

### Películas
| Año  | Título                         | Personaje   | Notas |
| ---- | ------------------------------ | ----------- | --- |
| 2014 | Dawn of the Planet of the Apes | Werner      | junto a Andy Serkis, Jason Clarke, Gary Oldman, Keri Russell, Toby Kebbell, Kodi Smit-McPhee & Kirk Acevedo       |
| 2006 | Dreamgirls                     | Elvis Kelly | junto a Jamie Foxx, Beyoncé Knowles, Eddie Murphy, Danny Glover, Jennifer Hudson & Anika Noni Rose                |
| 2005 | Jarhead                        | Julius      | junto a Jake Gyllenhaal, Scott MacDonald, Peter Sarsgaard, Jamie Foxx, Lucas Black, Kevin Foster & Brian Geraghty |

### Videojuegos
| Año  | Título     | Notas         |
| ---- | ---------- | ------------- |
| 2011 | L.A. Noire | prestó su voz |